# Robert Scott McMillan
Robert Scott McMillan, ameriški astronom, * 25. februar 1950. Pittsburgh, Pensilvanija, ZDA.

## Delo
McMillan dela na Univerzi Arizone. Je vodja projekta Spacewatch, ki proučuje asteroide. Odkril je znameniti asteroid 20000 Varuna in periodični komet 208P/McMillan.
Njemu v čast so poimenovali asteroid 2289 McMillan.